# Kamp-Bornhofen
Kamp-Bornhofen är en Ortsgemeinde i Rhein-Lahn-Kreis i det tyska förbundslandet Rheinland-Pfalz. Kamp-Bornhofen, som är känt för de två borgarna Burg Liebenstein och Burg Sterrenberg, har cirka 1 600 invånare.
Kommunen ingår i kommunalförbundet Verbandsgemeinde Loreley tillsammans med ytterligare 21 kommuner.